# Salomona intermedia
Salomona intermedia är en insektsart som beskrevs av Willemse, C. 1961. Salomona intermedia ingår i släktet Salomona och familjen vårtbitare. Inga underarter finns listade i Catalogue of Life.